# 의려왕
의려왕(依慮王, 생몰년 미상 ? ~ 285년)은 부여(夫餘)의 왕으로 이름은 의려이다. 의려는 마여왕의 아들로 생몰년은 알 수 없다. 3세기 중엽에 마여가 죽자 6세의 나이로 즉위했다. 서진 무제(武帝) 때 자주 조공하며 친선을 도모했다. 285년에 선비족 모용외가 부여를 습격하였는데, 의려는 전투에서 패배하여 자살했고 자제들은 옥저로 피신했다.

## 가족관계
- 증조부 : 위구태왕(尉仇台王)
- 증조모 : 공손도의 종녀인 공손씨(公孫氏)로 추정됨
- 조부 : 간위거왕(簡位居王)
- 조모친 : 미상, 간위거왕의 첩
- 부왕 : 마여왕(麻余王)